# John Heminges
John Heminges (auch Heminge, Heming, Hemminge, Hemynges oder Hemmings; * um 1556; † 10. Oktober 1630 in London) war ein Schauspielerkollege William Shakespeares, und gab zusammen mit einem weiteren Schauspielerkollegen aus seiner Truppe Henry Condell dessen Werke in der Folio-Ausgabe 1623 heraus.
Heminges war Mitglied der Schauspieltruppe Lord Chamberlain’s Men, die sich ab 1603 die King’s Men nannte. Man weiß nicht allzu viel über sein Leben.
Er heiratete am 10. März 1588 die nur 17-jährige Witwe des Schauspielers William Knell, Rebecca (getauft am 23. Dezember 1571). Mit ihr hatte er in ihrer 31-jährigen Ehe 14 Nachkommen, ehe sie im Sommer 1619 starb. Der älteste Sohn, William, erwarb sich Anerkennung als Dramatiker und Poet.
John Heminges war wohl nur ein mittelmäßiger Schauspieler, trat aber dennoch in vielen Stücken auf, nicht nur denen seines Kollegen Shakespeare, sondern auch in Ben Jonsons Every Man in His Humour und Volpone und in John Websters The Duchess of Malfi. Er war wahrscheinlich auch der erste Falstaff.
Wichtiger für die Truppe war aber wohl seine Funktion als Geschäftsführer, die er 25 Jahre lang innehatte. Nach 1611 trat er kaum noch als Schauspieler auf.
Im Jahr 1613 erscheint sein Name als Mitunterzeichner auf einem Kaufvertrag, als William Shakespeare für 140 Pfund ein Haus in Blackfriars (London) kauft. Er gehörte mit zu den Gründern und Eigentümern (Teilhaber der Truppe ab 1596) des Globe Theatre und des Blackfriars Theatre, wo die Truppe ab 1599 (The Globe) bzw. 1609 auftrat. Er war vermutlich nicht nur geschäftlich mit Shakespeare verbunden, sondern mit ihm auch persönlich befreundet. Das lässt sich unter anderem aus der Tatsache schließen, dass Shakespeare ihn und seinen Kollegen Henry Condell in seinem Testament bedachte. Er vermachte beiden je 26 Schillinge und 8 Pence zum Kauf eines „Trauerrings“.
Sein Name taucht noch einmal im Jahr 1619 auf, als er und Condell in einem Gerichtsstreit Witter gegen Heminges und Condell aussagen müssen. Er liegt mit Condell auf dem Friedhof von St. Mary Aldemanbury begraben, wo heute auch ein Denkmal steht.